# Pere Johan

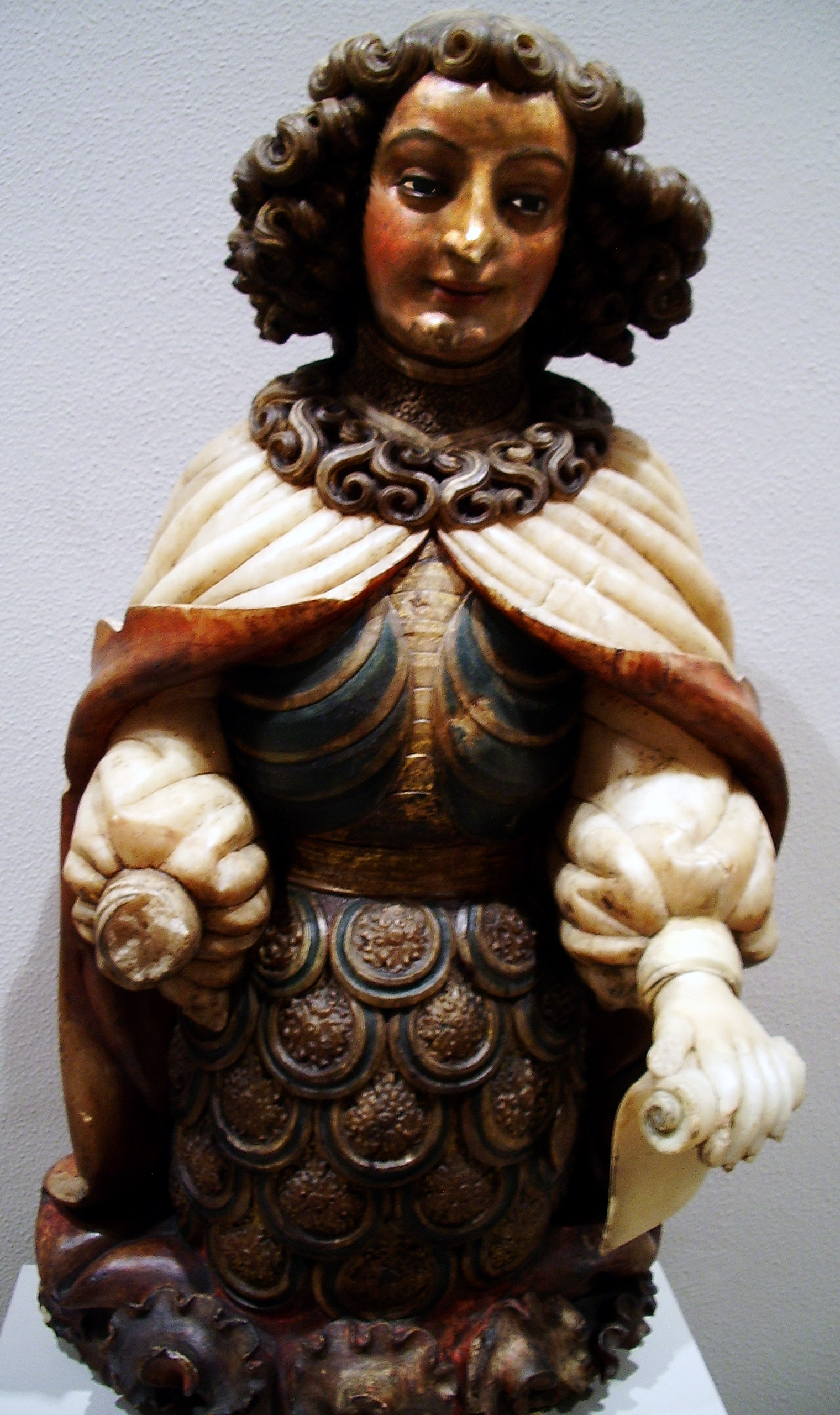
Ángel custodio, c. 1442, alabastro policromado (Museo de Zaragoza).

Pere Joan, nacido probablemente en Tarragona hacia los años 1394/1397 y fallecido después de 1458, fue un escultor catalán, hijo del escultor Jordi Joan, también llamado Jordi de Déu.
En 1418 realizó una clave de bóveda para la nave central de la Catedral de Santa Eulalia de Barcelona - un Cristo como Salvator Mundi rodeado de ángeles - que fue colocada en tiempos del obispo Francesc Climent Sapera.
También decoró la fachada gótica de la Generalidad de Cataluña en Barcelona que incluye un medallón con San Jorge y el Dragón. Se le hizo el contrato por diez florines, y tanto gustó su trabajo que una vez terminado recibió el doble de lo estipulado.
Trabajó en 1426 en el retablo de Santa Tecla para la Catedral de Tarragona y en 1434 comienza el retablo mayor dedicado al Salvador para la Seo de Zaragoza. En 1440 tiene finalizado el basamento y el banco, esculpidos en alabastro de Gelsa. Continúa con las calles (tres escenas en madera policromada flanqueadas por pilares de alabastro, que son los únicos que se conservan) hasta 1445, en que termina las puertas con que se cerraba.

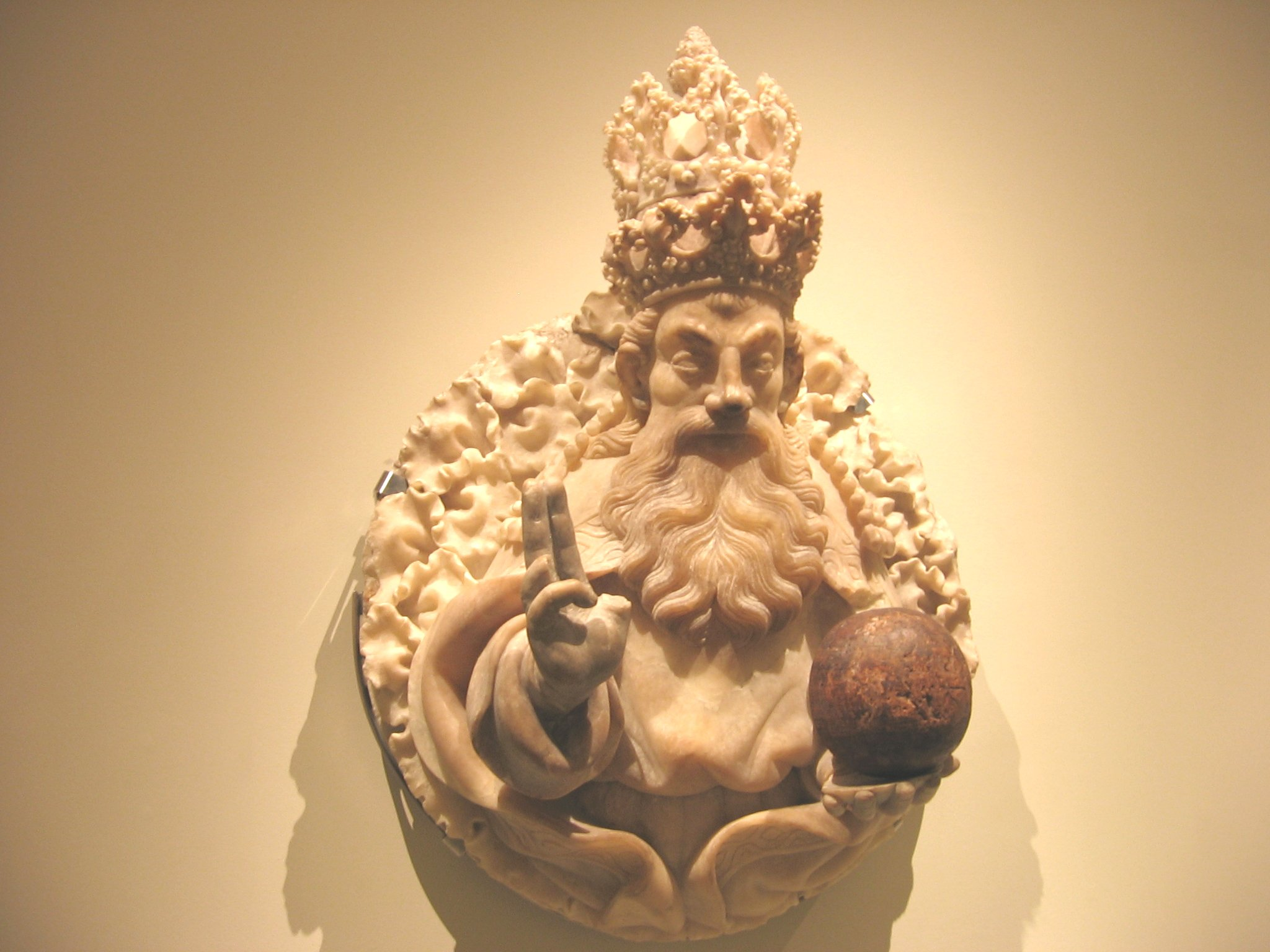
Salvador (1435-1445), MNAC.

En Zaragoza llevó a cabo además un tríptico en talla de madera y el frente del sepulcro de Hugo de Urriés para la Catedral de Huesca y el Ángel custodio de la ciudad (h. 1442) que se puede contemplar en el Museo de Zaragoza y es réplica de los que había en el sotabanco del retablo mayor de la Seo.
También es obra de Pere Joan la talla de la Virgen de la Huerta que presidió el retablo mayor de la Catedral de Tarazona. Aunque el retablo gótico fue reemplazado por otro romanista en el siglo XVII, unos años después la talla de Pere Joan fue restituida para presidir también el nuevo retablo hasta la actualidad, reemplazando a la talla propiamente romanista.
Posteriormente marchó a Italia llamado por Alfonso V de Aragón, donde se encargó de la decoración junto con el escultor mallorquín Guillem Sagrera del Castel Nouvo en Nápoles, realizado entre los años 1450 y 1458, que es la última fecha en que este escultor está documentado.